# Susanne Baer
Susanne Baer, FBA (16 de febrero de 1964) es una académica y jurista alemana y una de los 16 jueces del Tribunal Constitucional Federal de Alemania. Baer ha sido profesora de Derecho Global William W. Cook en la Facultad de Derecho de la Universidad de Míchigan desde el invierno de 2010 y también es profesora de derecho público y estudios de género en la Facultad de Derecho de la Universidad Humboldt de Berlín y su decana de asuntos académicos.

## Biografía
Baer nació en Saarbrücken el 16 de febrero de 1964. De 1983 a 1988, Baer estudió derecho alemán y ciencias políticas en la Universidad Libre de Berlín. Obtuvo su LL. M. de la Facultad de Derecho de la Universidad de Míchigan en 1993.

## Carrera profesional
Con una beca de la Fundación Hans Böckler entre 1993 y 1995, Baer escribió su tesis doctoral "Dignidad o igualdad: el concepto apropiado de derechos fundamentales de la ley contra la discriminación: una comparación del enfoque del acoso sexual en el lugar de trabajo entre la República Federal de Alemania y los Estados Unidos" en la Universidad Goethe de Fráncfort, por la que recibió el premio Walter Kolb Memorial de la ciudad de Fráncfort del Meno.
Baer fue profesora invitada de derecho público en las universidades de Bielefeld en 2001/02 y de Erfurt en 2001.
En 2002, Baer rechazó una oferta como profesora en la Universidad de Bielefeld y poco después fue nombrada profesora universitaria en la Universidad Humboldt de Berlín. En 2005/2006, fue vicepresidenta de asuntos académicos e internacionales en la Universidad Humboldt y directora de su Centro de Estudios Transdisciplinarios de Género y del GenderCompetenceCentre (2003–2010).
Las áreas de investigación de Baer tratan estudios jurídicos socioculturales, estudios de género, derecho contra la discriminación y derecho constitucional comparado.

### Jueza del Tribunal Constitucional Federal de Alemania, 2011–
Baer ha sido jueza del Tribunal Constitucional Federal de Alemania desde febrero de 2011, cuando fue elegida por un comité del Parlamento alemán por un período de 12 años a propuesta de Los Verdes. Es la segunda jueza del Tribunal Constitucional Federal elegida a propuesta de los Verdes; Brun-Otto Bryde fue el primero. Baer es la primera lesbiana en servir en el Tribunal Constitucional Federal. Ella está en una unión civil con una mujer.
En una decisión unánime de 2014 del Primer Senado de ocho jueces sobre la abolición de una ley que permitía que las empresas pasarán de generación en generación sin tributar, Baer, junto con sus compañeros Reinhard Gaier y Johannes Masing, emitió una opinión complementaria en la que señalaban que la sentencia debería haberse asegurado de que las normas fiscales revisadas no socavaran el propósito básico de la ley de sucesiones, que era impedir la concentración excesiva de la riqueza entre unos pocos privilegiados: "El impuesto de sucesiones sirve no solo para generar ingresos fiscales. Más bien, es un instrumento del Estado para impedir la acumulación desproporcionada de riqueza de generación en generación únicamente como resultado del origen o la conexión personal".
En 2015, Baer fue una de los jueces que anuló la prohibición del uso de hijabs en las aulas alemanas, sobre la base de que la prohibición, referida a docentes de escuelas públicas, de expresar sus creencias religiosas mediante la apariencia exterior, no era compatible con su libertad de expresión, de fe y su libertad de profesar una creencia religiosa.
Por iniciativa del presidente Andreas Voßkuhle, Baer fue una de los cuatro jueces encargados en 2016 de redactar una revisión del código de conducta, que establecía reglas para las apariciones públicas de los jueces, y sobre los obsequios, ingresos secundarios y otros aspectos.

## Obra
- Comparative Constitutionalism: Cases and Materials (Constitucionalismo comparado: casos y materiales) (junto con Norman Dorsen, Michel Rosenfeld, András Sajó), St. Paul 2010

## Actividades adicionales
- Fundación Hirschfeld Eddy, miembro del consejo asesor científico
- Centro de Derechos Humanos de la Universidad de Potsdam, miembro del consejo asesor científico
- Instituto de Ciencias Humanas (IWM), miembro del consejo de administración[11]
- Instituto Max Planck de Investigación sobre Bienes Colectivos, miembro del consejo asesor académico
- Iniciativa Total E-Quality, miembro del patronato
- GÉNERO. Revista de Género, Cultura y Sociedad, miembro del consejo asesor
- STREIT – Feministische Rechtszeitschrift, miembro del equipo editorial
- Instituto Wittenberg para la Investigación de la Educación Superior (HoF) en la Universidad Martin Luther de Halle-Wittenberg, miembro del consejo asesor científico (2007-2011)

## Reconocimientos
- 1993: Premio a la escritura académica, Facultad de derecho de la Universidad de Míchigan, EE. UU.
- 1995: Premio en memoria de Walter Kolb de la ciudad de Frankfurt
- 2002: Premio a la Buena Enseñanza, Philosophische Fakultät III, Universidad Humboldt de Berlín, Alemania
- 2013: Augspurg - Premio Heymann ("Augspurg-Heymann-Preis für couragierte Lesben") Augspurg-Heymann-Preis
- 2014: Doctorado Honorario de la Universidad de Míchigan, EE. UU.
- 2014: Profesor Honorario Universidad Nacional de Taipéi, Taiwán
- 2018: Doctorado Honorario de la Universidad de Lucerna, Suiza
- 2018: Doctorado Honorario de la Universidad Hasselt, Bélgica

En julio de 2017, Baer fue elegida miembro corresponsal de la Academia Británica (FBA), la academia nacional de humanidades y ciencias sociales del Reino Unido.